# Iglesia de Nuestra Señora de la Asunción (Valdepeñas)
La iglesia Asunción de Nuestra Señora es una iglesia de la localidad española de Valdepeñas, en la provincia de Ciudad Real.

## Descripción
Se ubica en la localidad ciudadrealeña de Valdepeñas, en Castilla-La Mancha. Su construcción, en la que habría participado Juan de Baeza, tuvo comienzo en el siglo XV y se extendería hasta el XVIII.
El 6 de octubre de 1977 fue declarada monumento histórico-artístico de carácter nacional, mediante un real decreto publicado el 12 de noviembre de ese mismo año en el Boletín Oficial del Estado. En la actualidad cuenta con el estatus de Bien de Interés Cultural.
Está construida principalmente en estilo gótico tardío, aunque con elementos renacentistas y barrocos y a base de piedra caliza. Sus dimensiones en planta son de 47 x 15 metros y está orientada en dirección este-oeste. Consta de dos naves longitudinales. La nave sur es la principal. La integran cuatro tramos con bóvedas estrelladas sostenidas por arcos apuntados y en su cabecera se sitúa el altar mayor, con un retablo de gran tamaño. A sus pies se emplaza el coro, sostenido por un arco carpanel que se encuentra entre los mayores de España por sus dimensiones.
La nave norte posee dos tramos abovedados y a sus pies una capilla, llamada del Sagrario, cerrada por muros y rejas. La torre es de estilo renacentista. Está adosada a los pies y es octogonal. Consta de dos pisos, coronados por un chapitel con reloj.[cita requerida]

## Fachadas
La fachada principal, al sur, contiene la llamada Puerta del Sol, de la segunda mitad del siglo XV, de estilo gótico isabelino.
Consiste en un arco ligeramente apuntado y abocinado enmarcado con un alfiz con hornacinas verticales, todo ricamente ornamentado con decoración de estilo gótico. Sólo queda de su tímpano un ángel con la corona de lo que sería el conjunto iconográfico de la Asunción de la Virgen.
Desaparecieron también las figuras de los Apóstoles.
Destaca en el muro de la fachada un reloj de sol, una placa escrita en sefardí que habla de Mahoma, y un túmulo funerario, en el que la tradición cuenta que está enterrado un feto de la Reina Isabel la Católica.
A un lado se abre la Puerta de los Catecúmenos, formada por un arco de medio punto rodeado de otro conopial con alfiz y decoración franciscana, también de estilo isabelino. En el pasado estaba dedicada a la advocación de la Piedad.
La Puerta de la Umbría o Norte corresponde a la nave de San Lorenzo. Es del XVI, de estilo renacentista, con restauraciones de 1753 en su chapitel. Cuenta con una hornacina con el santo y escudos de la orden de Calatrava.

## Retablo
Situado en el ábside de la nave central, es copia del retablo original destruido durante la guerra civil.
Está realizado en madera dorada.
Consta de tres cuerpos, de orden corintio, algo mixtificado, cada cuerpo uno de ocho columnas pareadas, de seis pies de altura: en las intercolumnas se ven imágenes del colegio apostólico en sus respectivas hornacinas.
En el centro se venera la Virgen de Consolación, patrona de la ciudad. Sobre ella, una estatua de la Asunción de la Virgen, advocación a la que está dedicada la parroquia. Corona toda la tracería un ático, que se encuadra en una composición formada por el cristo y su madre de tamaño natural.
El arco central aparece sostenido por cuatro pilastras pareadas sin capiteles y entre ellos dos efigies de santos.
Tiene su representación en el gigantesco retablo la pintura con seis tablas, de dos varas de altura que representan el ciclo Ascensión-Pentecostés-Transfiguración-Resurrección-Anunciación-Natividad. 
La reconstrucción de 1956 fue diseñada por Dª María Lanza, profesora de dibujo del instituto de Bernardo de Balbuena y ejecutada por el escultor D. Luis Marco Pérez. El diseño tendría algunas diferencias con el anterior retablo, aumentando una calle vertical en sus extremos y añadiendo dos cuadros más a los existentes.